# Mesenopsis pulchella
Mesenopsis pulchella is een vlindersoort uit de familie van de prachtvlinders (Riodinidae), onderfamilie Riodininae.
Mesenopsis pulchella werd in 1903 beschreven door Godman.